# Dermot Crowley

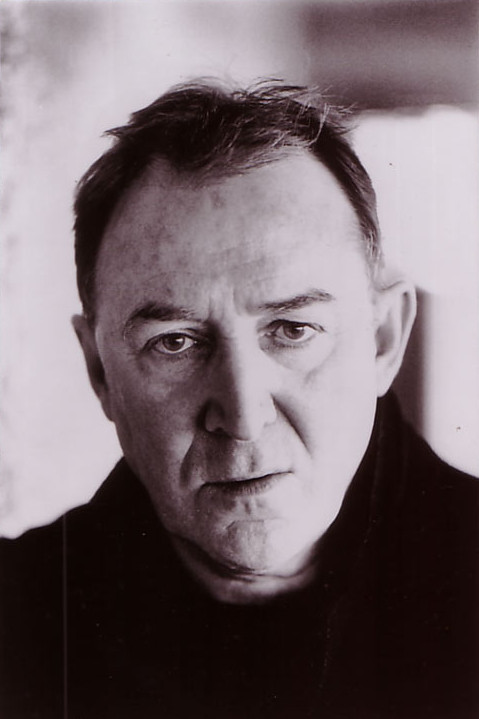
Dermot Crowley

Dermot Joseph Crowley (* 19. März 1947 in Cork, Irland) ist ein irischer Schauspieler.

## Leben
Crowley ist seit Ende der 1970er Jahre als Schauspieler tätig und wirkte in über 80 Film- und Fernsehproduktionen mit. So war er 1983 sowohl als General Crix Madine in Die Rückkehr der Jedi-Ritter als auch als Kamp in James Bond 007 – Octopussy zu sehen. Kurz darauf wäre er fast als siebter Doctor Who gecastet worden, konnte sich aber nicht gegen den schottischen Schauspieler Sylvester McCoy durchsetzen.
Seit dem 3. Juli 1982 ist Crowley mit der Castingdirektorin Suzanne Smith verheiratet.

## Filmografie (Auswahl)
- 1983: Die Rückkehr der Jedi-Ritter (Star Wars: Episode VI – Return of the Jedi)
- 1983: James Bond 007 – Octopussy (Octopussy)
- 1985: Die Jagd nach dem Schwarzgeld (Blue Money)
- 1988: Klein Dorrit (Little Dorrit)
- 1989: Puppenmord (Wilt)
- 1989: Agatha Christie’s Poirot (Fernsehserie, 1 Folge)
- 1990: Der Marsch (The March)
- 1990: Casualty (Fernsehserie, 1 Folge)
- 1991: Der Aufpasser (Minder, Fernsehserie, 1 Folge)
- 1991–2007: The Bill (Fernsehserie, 4 Folgen)
- 1993: Der Sohn des rosaroten Panthers (Son of the Pink Panther)
- 1996: Die Bildhauerin (The Sculptress)
- 2000: Die Legende von Bagger Vance (The Legend of Bagger Vance)
- 2004: Spooks – Im Visier des MI5 (Spooks, Fernsehserie, eine Folge)
- 2006: Babel
- 2006: Inspector Barnaby (Midsomer Murders) Fernsehserie, Staffel 9, Folge 4: Die Spur führt ins Meer (Down Among The Dead Men)
- 2008: New Tricks – Die Krimispezialisten (New Tricks, Fernsehserie, 1 Folge)
- seit 2010: Luther (Fernsehserie)
- 2013: The Best Offer – Das höchste Gebot (La migliore offerta)
- 2016: Der Verrat von München (Masaryk)
- 2017: The Foreigner
- 2017: The Death of Stalin
- 2018: Black 47
- 2022: Das Wunder (The Wonder)
- 2023: Luther: The Fallen Sun
- 2023: Baltimore